# Хвегер, Рагнхильд
Рагнхильд Тове Хвегер (дат. Ragnhild Tove Hveger 10 декабря 1920, Нюборг, Дания — 1 декабря 2011) — датская пловчиха, серебряный призёр Олимпийских игр (1936) на дистанции 400 м вольным стилем.
В 1936—1943 гг. установила 52 рекорда Дании, за что получила прозвище Золотая Торпеда. Являлась 8-кратной рекордсменкой мира на 400-метровке. Её достижение, показанное 15 сентября 1940 г. в Копенгагене 5.00,1, продержалось 16 лет.
В 1936 г. на Олимпийских играх в Берлине завоевала серебряную награду на дистанции 400 м вольным стилем. Спортсменку считали фавориткой на следующих Олимпиадах, однако Игры не состоялись из-за Второй мировой войны. В 1938 г. в Лондоне она стала трёхкратной чемпионкой Европы на дистанциях 100 м, 400 м и в эстафете 4×100 м вольным стилем. Однако, карьеру пловчихи серьёзно осложнили те обстоятельства, что её отец и брат служили в Вермахте, а она сама вышла замуж за немецкого офицера и проживала в Берлине.
Спортивную карьеру она завершила в 1954 г. во многом из-за давления со стороны общества. После этого она работала тренером. В 1996 г. Датский спортивный союз назвал её в числе величайших спортсменов страны XX века. В 1992 г. она была введена в международный Зал славы плавания в Форт-Лодердейле (США).